# Monte Carlo (sång)
Monte Carlo är en sång med musik av Lasse Blomkvist och text av Thomas Deutgen till dansbandet Larz-Kristerz. Thomas Deutgen skrev texten i just Monte Carlo när han var på semester där med sin familj. Låten släpptes som singel till radiostationerna den 23 september 2009, och i handeln den 30 september. Låten finns också med på Larz Kristerz senaste album hos Sony Music, Om du vill.
Låten kom den 25 oktober 2009 in på Svensktoppen, där den låg kvar i två veckor på sjätte plats.
Kom även in på Finlandslistan 5 plats.